# Джоко Суянто
Джоко Суянто (индон. Djoko Suyanto) — индонезийский военный и политический деятель, маршал авиации. Главнокомандующий Национальной армией Индонезии (2006—2007), начальник штаба Военно-воздушных сил Индонезии (2005—2006). Министр-координатор по вопросам политики, права и безопасности Индонезии (2009—2014).

## Биография
В 1973 году окончил Военно-воздушную академию (индон. Akademi Angkatan Udara, AAU) и поступил на службу в ВВС Индонезии. Прошёл повышение квалификации в Австралии и США (где обучался в USAF Weapons School), затем некоторое время работал инструктором. Последовательно занимал должности командира эскадрильи № 14, командующего базой ВВС Исвахюди, командующего национального сектора ПВО и главы Командования ВВС по вопросам образования.
В 2001 году Джоко Суянто был назначен командующим Восточного территориального сектора ПВО. Два года спустя он занял должность помощника начальника штаба ВВС по оперативному планированию, а в 2005 году был назначен начальником штаба ВВС. В 2006 году он стал главнокомандующим Национальной армией Индонезии — первым представителем ВВС на этом посту. По поводу своего назначения на пост главкома он заявил следующее: «Я не задумываюсь над тем, кем я являюсь — консерватором или реформистом, для меня важно то, как я смогу реализовать свои задачи в рамках действующего законодательства, в частности Закона об армии № 34/2004.» (англ. For me there is not a problem, I am conservative or reformist, but how I will implement my tasks in line with the existing law, namely the Law on military no. 34/2004.)
Маршал авиации Джоко Суянто считается одним из лучших военных лётчиков Индонезии.